# Abrus lusorius
Abrus lusorius là một loài thực vật có hoa trong họ Đậu. Loài này được Vell. miêu tả khoa học đầu tiên năm 1825.